# Daniel Niculae
Daniel George Niculae (Bukarest, 1982. október 6. –) román válogatott labdarúgó, jelenleg a Rapid București játékosa, csatár.

## Sikerei, díjai
Rapid București
- Román bajnok (1): 2002–03
- Román kupagyőztes (2): 2001–02, 2005–06
- Román szuperkupagyőztes (2): 2002, 2003

## Külső hivatkozások
- Daniel Niculae a national-football-teams.com honlapján